# Liste des circonscriptions législatives de l'Indre

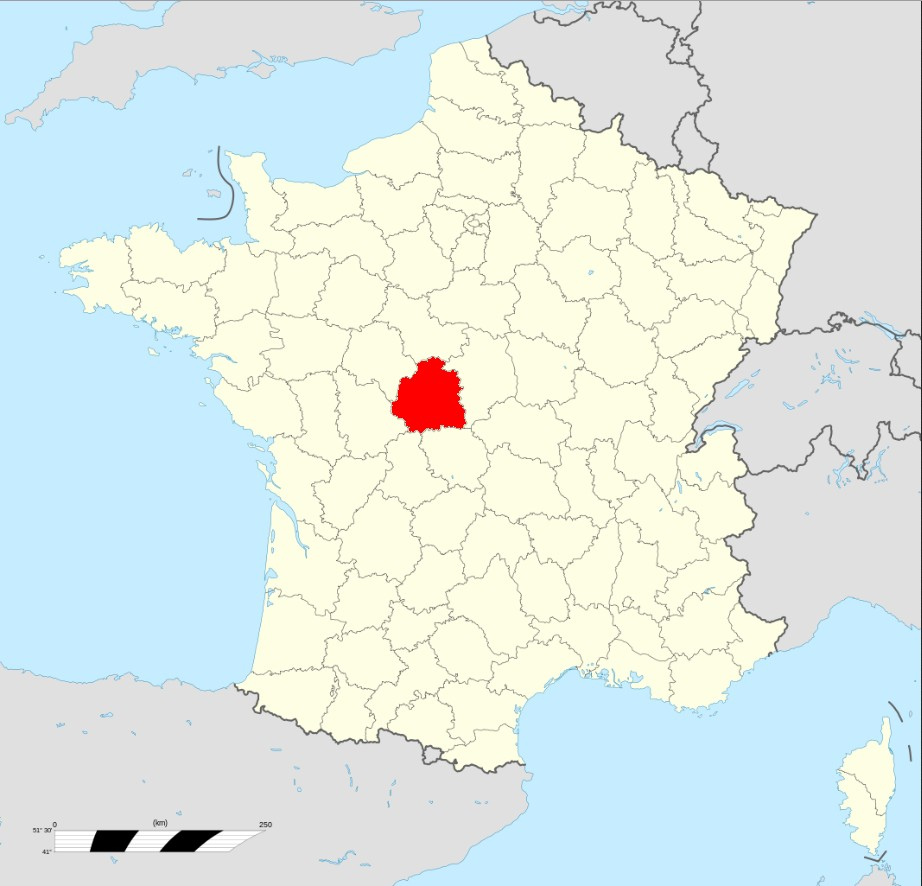
Le département de l'Indre en France.

Le département français de l'Indre est, sous la Cinquième République, constitué de trois circonscriptions législatives de 1958 à 2012, puis de deux circonscriptions depuis le redécoupage de 2010, entré en application à compter des élections législatives de 2012.

## Présentation
Par ordonnance du 13 octobre 1958 relative à l'élection des députés à l'Assemblée nationale, le département de l'Indre est d'abord constitué de trois circonscriptions électorales
Lors des élections législatives de 1986 qui se sont déroulées selon un mode de scrutin proportionnel à un seul tour par listes départementales, le nombre de trois sièges de l'Indre a été conservé
Le retour à un mode de scrutin uninominal majoritaire à deux tours en vue des élections législatives suivantes, a maintenu ce nombre de trois sièges,, selon un nouveau découpage électoral.
Le redécoupage des circonscriptions législatives réalisé en 2010 et entrant en application à compter des élections législatives de juin 2012, a modifié le nombre et la répartition des circonscriptions de l'Indre, réduit à deux du fait de la décroissance démographique du département

## Composition des circonscriptions

### Composition des circonscriptions de 1958 à 1986
À compter de 1958, le département de l'Indre comprend trois circonscriptions regroupant les cantons suivants :
- 1re circonscription : Ardentes, Argenton-sur-Creuse, Châteauroux, Levroux.
- 2e circonscription : Aigurande, La Châtre, Éguzon, Issoudun-Nord, Issoudun-Sud, Neuvy-Saint-Sépulchre, Saint-Christophe-en-Bazelle, Sainte-Sévère-sur-Indre, Vatan.
- 3e circonscription : Bélâbre, Le Blanc, Buzançais, Châtillon-sur-Indre, Écueillé, Mézières-en-Brenne, Saint-Benoît-du-Sault, Saint-Gaultier, Tournon-Saint-Martin, Valençay.

### Composition des circonscriptions de 1988 à 2012
À compter du découpage de 1986, le département de l'Indre comprend trois circonscriptions.

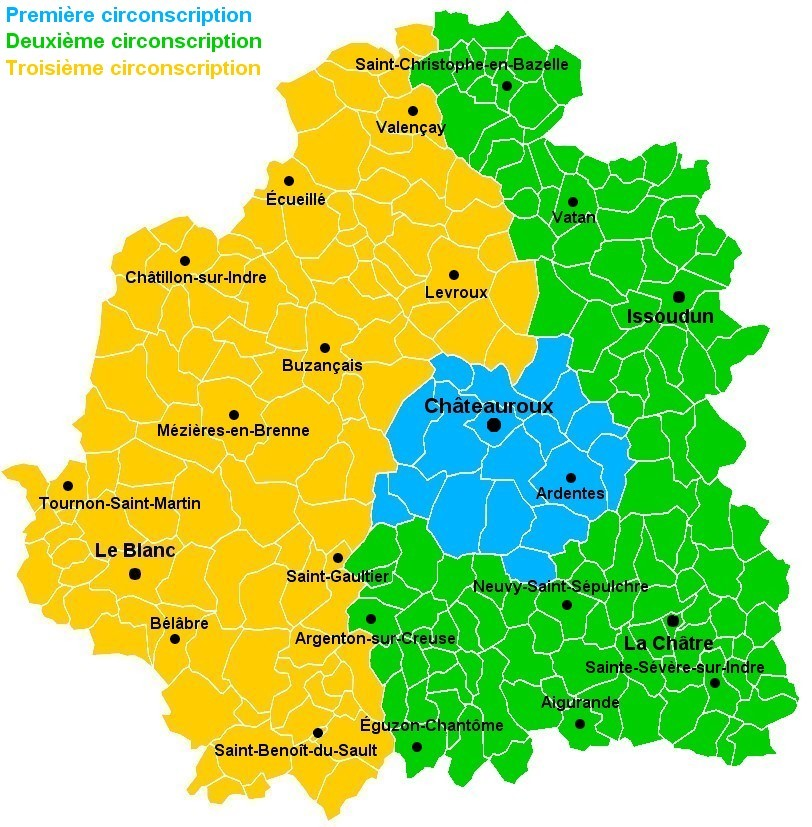
Les circonscriptions de 1958 à 2012.

| Circonscriptions | Cantons de l'Indre |
| ---------------- | --- |
| 1re              | - Ardentes - Châteauroux-Centre - Châteauroux-Est - Châteauroux-Ouest - Châteauroux-Sud                                                                                                |
| 2e               | - Aigurande - Argenton-sur-Creuse - La Châtre - Éguzon-Chantôme - Issoudun-Nord - Issoudun-Sud - Neuvy-Saint-Sépulchre - Saint-Christophe-en-Bazelle - Sainte-Sévère-sur-Indre - Vatan |
| 3e               | - Bélâbre - Le Blanc - Buzançais - Châtillon-sur-Indre - Écueillé - Levroux - Mézières-en-Brenne - Saint-Benoît-du-Sault - Saint-Gaultier - Tournon-Saint-Martin - Valençay            |

### Composition des circonscriptions à compter de 2012
Depuis le nouveau découpage électoral, le département comprend deux circonscriptions.
| Circonscriptions | Cantons de l'Indre à compter du mois de mars 2015 |
| ---------------- | --- |
| 1re              | - Ardentes (1/12 communes) - Le Blanc (27/27 communes) - Buzançais (20/20 communes) - Châteauroux-1 (1 commune + fraction de Châteauroux) - Châteauroux-2 (fraction de Châteauroux) - Châteauroux-3 (fraction de Châteauroux) - Saint-Gaultier (32/34 communes) |
| 2e               | - Ardentes (11/12 communes) - Argenton-sur-Creuse (20/20 communes) - La Châtre (34/34 communes) - Issoudun (6/6 communes) - Levroux (34/34 communes) - Neuvy-Saint-Sépulchre (25/25 communes) - Saint-Gaultier (2/34 communes) - Valençay (29/29 communes)      |

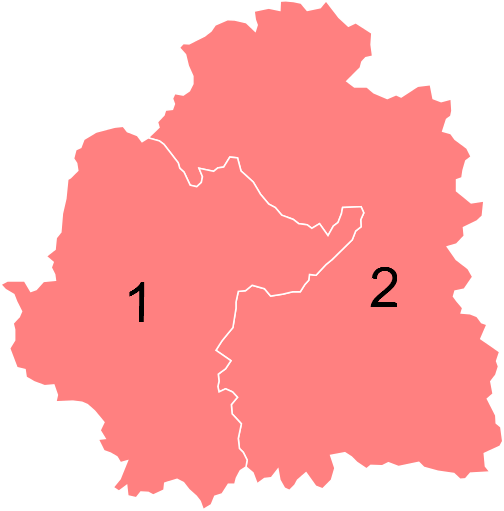
Les circonscriptions à compter de 2012.